# 那清安
那清安（1767年—1834年），字正修，一字慎修，號竹汀，叶赫那拉氏，满洲正白旗人。清朝官员，进士出身。

## 生平
乾隆戊申科舉人，嘉慶十年（1805年）乙丑科進士。由戶部注釋，翰林院侍講官職清朝政治人物、清朝刑部尚書、熱河都統、礼部尚书、兵部尚書。道光三年四月甲辰，接替蔣攸銛，擔任清朝刑部尚書，后改熱河都統，由明山接任。諡恭勤。
著《修竹斋试帖集注》，辑《梓里文存》（其子全慶刊刻）。

## 家族
- 世祖楚孔格。
- 世祖尼雅尼雅喀。
- 世祖雅巴蘭。
- 世祖瑚沙拉（瑚沙喇）。“瑚沙喇，正白旗人，金台石同族，世居葉赫地方，國初来歸。其孫黄楚原任三等侍衛，……又瑚沙喇之曽孫庫理原任員外郎，滿丕原任歩軍校，邁圗原任驍騎校。元孫揚阿布、奇爾格徳俱原任筆帖式”（载《八旗滿洲氏族通譜》卷22）。金台石家族系正黄旗满洲进士词人纳兰性德家族。那清安系纳兰性德之族亲曾孙辈（载杨钟羲《雪橋詩話三集》卷10）。
- 太高祖薩賚。
- 高祖色珠。
- 曾祖庫羅（庫理？），员外郎。
- 祖父揚阿布，雍正丙午科举人，原任都察院笔帖式。妻舒穆魯氏。
- 父亲松龄，内阁中书、宁波府知府、江南淮扬道。妻瓜爾佳氏，覺羅氏，諾羅氏（父富德），庶妻生母孫氏（父江蘇山陽籍孫應龍）。
- 胞兄那昌阿，奉天辽阳州知州。其子道光丙戌科进士書紳；書敬，妻馬佳氏（胞兄正白旗滿洲、同治癸亥科進士景善，父嘉慶己卯科舉人嵩靈）。
- 胞姊葉赫那拉氏，嫁鑲黃旗滿洲、乾隆己亥恩科舉人蘇完瓜爾佳氏定育（父雍正壬子科舉人、浙江溫州府知府福隆阿）。
- 妻盧氏（父鑲黃旗漢軍盧崧，祖父陕西与湖北巡撫盧焯；胞姊盧氏，嫁內務府正白旗漢軍李氏奎齡（父李海慶，祖父乾隆丁巳恩科進士李質穎），其子道光乙巳恩科進士豐安）。
- 子全慶，道光己丑科进士，官拜体仁阁大学士，谥文恪。妻唐氏，其祖父内务府正白旗汉军、乾隆十三年（1748年）戊辰科进士寅保，曾祖唐英 (清朝督陶官)。
- 子全志，由內閣中書歷官戶部禮部員外郎。妻碧魯氏（父正白旗滿洲、袭二等男鄂彌善，祖父雲貴總督、二等男鄂輝）。
- 孙子桂祥（父全志），道光癸卯科举人，江蘇候補知府。妻舒舒覺羅氏。
- 曾孙女葉赫那拉氏，分别封咸丰帝之玉嬪、璹嬪，嫁內務府鑲黃旗滿洲、員外郎完顏氏華毓（父道光三十年（1850年）进士文勤公崇實，祖父嘉慶十四年（1809年）己巳恩科进士麟慶）。

## 延伸阅读
[在维基数据编辑]
 《清史稿·卷375》，出自趙爾巽《清史稿》
 《清史稿·卷375》